# Lymfogranuloma venereum
Lymfogranuloma venereum (LGV, jinak též venerický lymfogranulom či Nicolas-Favreova nemoc) je sexuálně přenosná nemoc, jejímž původcem jsou specifické sérotypy bakterie Chlamydia trachomatis (L-1, L-2 a L-3). Nemoc postihuje mízní (lymfatické) uzliny (většinou inguinální, tj. tříselné u mužů a pánevní u žen) a mízní cévy. Začíná vznikem malého puchýřku (1–3 mm) na penisu či vulvě, který se následně rozpadne a zhojí. Nemoc pak postupuje do mízních uzlin a po několika týdnech způsobuje jejich zduření, zhnisání, prasknutí a vytvoření píštěle, kudy vytéká žlutozelený hnis s příměsí krve. Může rovněž dojít k zánětu v okolních oblastech, který může vést k proktitidě či zúžení konečníku, případně též může v důsledku LGV dojít k elefantiáze pohlavních orgánů. Vedlejšími typickými symptomy jsou horečka, zimnice, nechutenství, bolest hlavy a kloubů.
Inkubační doba nemoci je 3 až 30 dní u primární léze a 3 až 8 týdnů u mízních uzlin (zduření mízních uzlin). Mezi léky první volby patří antibiotika tetracyklin a doxycyklin.
Vyskytuje se především v zemích tropického a subtropického podnebného pásu a je endemická v Asii a Africe. Její výskyt byl vzácný jak v Evropě, tak v Česku.
Od roku 2012 je ve vyspělých zemích evidováno přibližně 1 600 případů onemocnění, z toho v Česku 14, kde je vzhledem k rozšíření v homosexuální komunitě nejčastějším projevem zánět konečníku.
Nemoc byla poprvé popsána Wallacem v roce 1833 a v roce 1913 znovu Durandem, Nicolasem a Favrem.